# Anthology (éditeur de logiciels)
Pour les articles homonymes, voir Anthology et Blackboard.
 (septembre 2012).
Si vous disposez d'ouvrages ou d'articles de référence ou si vous connaissez des sites web de qualité traitant du thème abordé ici, merci de compléter l'article en donnant les références utiles à sa vérifiabilité et en les liant à la section « Notes et références ».
Anthology, initialement Blackboard, est un éditeur américain de logiciels destinés aux structures de l'enseignement.
Il propose les « solutions » suivantes :
- Blackboard, un learning management system (LMS) ;
- Anthology Student, un student information system (en) (SIS) ;
- Anthology Illuminate, une plateforme d'analyse de données ;
- Anthology Ally ;
- Anthology Reach ;
- Anthology for Business ;
- Anthology for Government ;
- Finalsite (en).

## Histoire
En juillet 2011, Providence Equity Partners lance une offre publique d'achat amicale d'environ 1,64 milliard de dollars sur l'éditeur de logiciels Blackboard mettant ainsi fin à huit mois de spéculations sur un éventuel rachat du groupe. Le titre est retiré de cotation.

## Produits
L'éditeur Blackboard développe des applications logicielles et des services associés à plus de 2 200 établissements pédagogiques dans plus d'une soixantaine de pays[réf. nécessaire]. Ces établissements de l'éducation utilisent la gamme de logiciels Blackboard pour la gestion de la formation en ligne, du commerce électronique et des communautés en ligne.
Du fait que certains des applicatifs Blackboard sont propriétaires, l'éditeur de logiciels fournit une architecture ouverte et évolutive, appelée les Building Blocks, qui peut être utilisée pour étendre les fonctionnalités de ses produits.
Au fil du temps, l'offre de solution Blackboard s'est étendue avec, en complément de la plateforme LMS Blackboard Learn, une plateforme utilisant le moteur open source Moodle (Moodlerooms), une solution de classe virtuelle (Blackboard Collaborate) et enfin un outil de création d'application mobiles (Mosaic).
L'ensemble des solutions peuvent être hébergées par Blackboard dans l'un des huit centres de données existants dans le monde (dont deux en Europe).
En 2024, Anthology développe les produits suivants :
- Anthology Accreditation
- Anthology Adopt powered by Pendo
- Anthology Ally
- Anthology Baseline
- Blackboard
- Anthology Collective Review
- Anthology Digital Assistant
- Anthology Encompass
- Anthology Engage
- Anthology Evaluate
- Anthology Finance & HCM
- Anthology Illuminate
- Anthology Milestone
- Anthology Occupation Insight
- Anthology Outcomes
- Anthology Payroll
- Anthology Planning
- Anthology Portfolio
- Anthology Program Review
- Anthology Raise
- Anthology Reach
- Anthology Student
- Anthology Student Verification

## Services
En 2024, Anthology offre les services suivants :
- Chatbot
- Enrollment Management
- Help Desk
- One Stop
- Online Program Experience (OPX)
- Performance Marketing
- Research & Strategy
- Retention Coaching

## Controverses
L'entreprise Blackboard a breveté en juillet 2006 de nombreuses fonctionnalités présentes au cœur des systèmes LMS. Cela a provoqué un petit scandale[réf. nécessaire], car Blackboard a maintenant la possibilité d’attaquer en justice ses concurrents pour violation de brevet (ce qu’elle a fait en attaquant Desire2Learn[réf. nécessaire]). D’autant plus que le géant américain n’est pas réellement à l’origine du concept de LMS[réf. nécessaire].